# Carcelia septima
Carcelia septima är en tvåvingeart som beskrevs av Baranov 1931. Carcelia septima ingår i släktet Carcelia och familjen parasitflugor.
Artens utbredningsområde är Taiwan. Inga underarter finns listade i Catalogue of Life.